# Xerotrema
Xerotrema — рід грибів родини Odontotremataceae. Назва вперше опублікована 1980 року.

## Класифікація
До роду Xerotrema відносять 2 види:
- Xerotrema megalospora
- Xerotrema quercicola